# Helcyra
A Helcyra a rovarok (Insecta) osztályának a lepkék (Lepidoptera) rendjéhez, ezen belül a tarkalepkefélék (Nymphalidae) családjához tartozó Apaturinae alcsalád egyik neme.

## Rendszerezés
A nembe az alábbi 6 faj tartozik:
- Helcyra chionippe
- Helcyra superba
- Helcyra heminea
- Helcyra plesseni
- Helcyra miyamotoi
- Helcyra subalba

## Fordítás
- Ez a szócikk részben vagy egészben  a   Helcyra című angol Wikipédia-szócikk fordításán alapul.  Az eredeti cikk szerkesztőit annak laptörténete sorolja fel. Ez a jelzés csupán a megfogalmazás eredetét és a szerzői jogokat jelzi, nem szolgál a cikkben szereplő információk forrásmegjelöléseként.